# Villa San José (Santa Fe)
Villa San José es una localidad argentina ubicada en el departamento Castellanos de la provincia de Santa Fe. Se encuentra sobre la ruta provincial 13, 24 km al Sudoeste de Rafaela.
Los primeros pobladores llegaron entre 1881 y 1883. Su comuna data de 1938, anteriormente pertenecía a las comunas de Saguier y Susana. Cuenta con una empresa llamada CIL Aceitera SA. Elabora alimentos proteicos, balanceados y aceite . Sus primeros pobladores fueron colonos suizos, la plaza data de 1937.

## Población
Cuenta con 426 habitantes (Indec, 2010), lo que representa un descenso frente a los 461 habitantes (Indec, 2001) del censo anterior.
| Gráfica de evolución demográfica de Villa San José entre 1991 y 2010 |
|                                                                      |
| Fuente: Censos nacionales del INDEC                                  |